# Чорний список (інформатика)

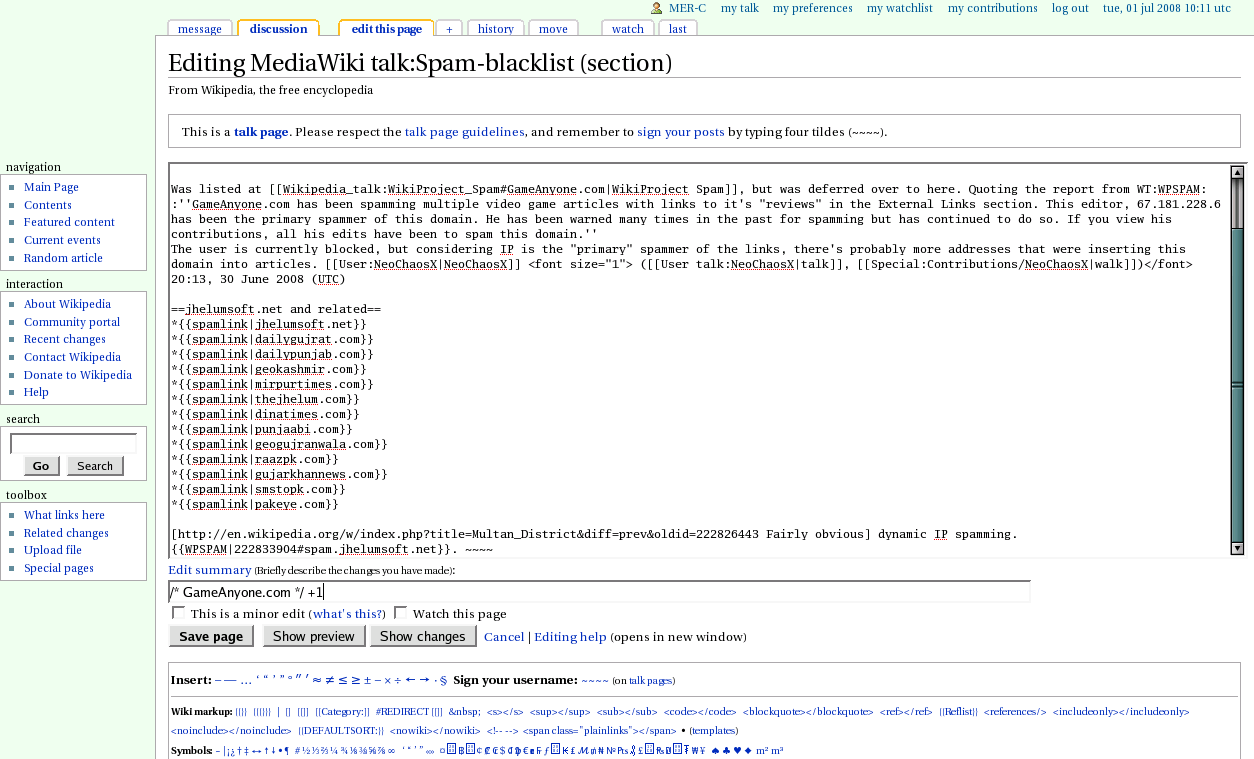
Скріншот вебсторінки Wikimedia Foundationproject. Приклад заповнення чорного списку

В  інформатиці, чорний список є одним з механізмів  контролю доступу який створює правило заборони або блокування доступу до елементів чорного списку (адреса електронної пошти, користувачі, паролі, URL - адреса, IP - адреса, доменні імена, MD5 хеши, і т.д.). Зворотній механізм - це білий список, який надає доступ лише тим елементам, які є в такому списку. Сірий список містить елементи, які тимчасово заблоковані (або тимчасово дозволені) до тих пір, поки не виконані певні дії щодо їх заблокування (розблокування).
Чорні списки можна застосовувати в різних елементах інформаційної безпеки, таких як хост, проксі-сервер,  DNS-сервера, електронна пошта, брандмауер, служба каталогів або шлюзи  автентифікації програми. DNS-сервери можуть бути добре пристосованими до блокування доменних імен, на відміну від URL-адрес. Брандмауер краще підходить для блокування IP-адрес, ніж для блокування шкідливих файлів або паролів.
Прикладами використання таких списків можуть бути юридичні особи - підприємства, які хочуть запобігти використання певного переліку програмного забезпечення в своїй мережі; шкільні заклади, які хочуть заблокувати доступ до цільового списку вебсайтів із комп'ютерів; корпорації, які хочуть переконатися, щоб користувачі комп'ютерів не отримували доступ до обладнання або облікових записів, які погано захищені за рахунок використання слабкого паролю тощо.

## Приклади систем, які потребують захисту
Чорні списки використовуються для захисту різноманітних систем обчислень. Зміст чорного списку, ймовірно, має бути спрямовано на тип захищеної системи.

### Інформаційні системи
Інформаційна система включає в себе кінцевих хостів, таких як користувацькі машини і сервери. Чорний список у цьому місці може містити певні типи програмного забезпечення, яким заборонено працювати в середовищі організації. Наприклад, юридична особа може розмістити в своїх системах спільний доступ до файлів однорангових вузлів. Крім програмного забезпечення в чорний список можуть бути включені також люди, пристрої та вебсайти.

### Електронна пошта
Більшість поштових серверів мають функцію анти-спаму, яка вже містить чорні списки певних адрес електронної пошти, якщо вони вважаються небажаними. Використання таких списків відбувається, наприклад, коли виконується фішинг - атака (з адреси, яка підроблена з надійних облікових записів, щоб спробувати відновити особисту інформацію), а потім пристрій електронної пошти вважає адресу спамом і переходить до чорного списку адреси.
Спам - фільтр може зберігати чорний список адрес електронної пошти, і в такому випадку будь-яка пошта, яка була надіслана з цього переліку не зможе бути надіслана. Він може також використовувати відправку доменних імен або надсилання IP-адрес для реалізації більш загального блоку.
Окрім приватних чорних списків електронної пошти існують також списки, які зберігаються для загального користування, прикладами яких є:
- Китайський Анти-Спам Альянс [3]
- Fabel Spamsources [4]
- Spam and Open Relay Blocking System
- Проект DrMX

### Вебперегляд
Мета чорного списку в вебпереглядачі - запобігти відкриття користувачем зловмисної або хибної вебсторінки через локальну фільтрацію. Загальний чорний список для вебперегляду - це безпечний перегляд Google , який за замовчуванням встановлюється у Firefox, Safari та Chrome.

### Імена користувачів і паролі
Чорний список також може застосовуватися до облікових даних користувача. Для систем або вебсайтів часто є свій чорний список певних зарезервованих імен користувачів, які не можуть бути вибрані системою або групами користувачів вебсайту. Ці зарезервовані імена користувачів зазвичай пов'язані з вбудованими функціями адміністрування системи.
Чорні списки паролів дуже схожі на чорні списки імен, але зазвичай містять значно більше записів, ніж чорні списки імен користувачів. Чорні списки паролів застосовуються для запобігання вибору паролів, які легко вгадати і можуть призвести до несанкціонованого доступу зловмисниками. Чорні списки паролів використовуються як додатковий рівень безпеки, як правило, як додаток до політики використання паролів, яка встановлює вимоги до довжини пароля та / або складності символів. Це пояснюється тим, що існує значна кількість комбінацій паролів, які легко вгадати (наприклад, Password123, Qwerty123).

### Методи розподілу
Чорні списки розподіляються різними способами. Деякі використовують прості списки розсилки. DNSBL є поширеним методом розподілу, який використовує сам DNS. Деякі списки використовують rsync для обміну великими обсягами даних. Можуть використовуватися функції Web-сервера; можуть використовуватися прості GET- запити або більш складні інтерфейси, такі як RESTful API.

### Приклади
- Список деяких чорних списків на основі DNS див. У розділі Порівняння чорних списків DNS.
- Такі компанії, як Google, Symantec і Sucuri, зберігають внутрішні чорні списки сайтів, які, як відомо, мають зловмисне програмне забезпечення, і показують попередження, перш ніж дозволити користувачеві натискати на них.
- Програмне забезпечення для контролю вмісту, наприклад DansGuardian і SquidGuard, може працювати з чорним списком, щоб блокувати URL-адреси сайтів, які вважаються неприйнятними для робочого або освітнього середовища. Такі чорні списки можна отримати безкоштовно або від комерційних постачальників, таких як Squidblacklist.org.
- Брандмауер або Система виявлення вторгнень може також використовувати чорний список щоб блокувати відомий ворожий IP - адрес та / або мережу. Прикладом такого списку може бути проект OpenBL.
- Багато схем захисту від копіювання включають чорні списки програмного забезпечення.
- Пароль компанії RBL пропонує чорний список для Microsoft Active Directory, вебсайти та програми, поширювані через RESTful API.
- Члени онлайнових аукціонних сайтів можуть додавати інших учасників до особистого чорного списку. Це означає, що вони не можуть брати участь у торгах або ставити запитання про ваші аукціони, а також не можуть використовувати функцію "купити зараз" на виставлених лотах.
- Ще однією формою списку є жовтий список, який представляє собою список IP-адрес сервера електронної пошти, які надсилають в основному хорошу електронну пошту, але при цьому також надсилають спам. Приклади: Yahoo, Hotmail і Gmail. Жовтий лістинговий сервер є сервером, який ніколи не повинен бути випадково занесений в чорний список. Жовтий список спочатку перевіряється, а якщо вказано, тести чорного списку ігноруються.
- Багато веббраузерів мають можливість звертатися до чорних списків анти-фішингу, щоб попередити користувачів, які ненавмисно прагнуть відвідати шахрайський вебсайт .
- Багато програм однорангового обміну файлами підтримують чорні списки, які блокують доступ до сайтів, які належать компаніям, які дотримуються авторських прав. Прикладом може служити чорний список Bluetack [6].

### Питання щодо використання
Як було зазначено в недавньому документі конференції, присвяченому чорним спискам доменних імен і IP-адрес, що використовуються для безпеки в Інтернеті, "ці списки, як правило, не перетинаються. Тому виникає вигляд що ці списки не збігаються в одному та єдиному наборі шкідливих індикаторів". Це занепокоєння в поєднанні з економічною моделлю означає, що, хоча чорні списки є невід'ємною частиною мережевої оборони, вони повинні використовуватися спільно з білими списками та сірими списками.
Прикладом може служити чорний список розширення Adblock Plus, який включає ряд функцій, включаючи білі списки в чорному списку, додаючи префікс двох символів і два символи труби, наприклад, "@@ || www.blocksite.com".